# 郭錫瑠
郭錫瑠 （1706年—1765年），又名錫流，字天錫、天賜。後人感念他的事蹟，尊稱「瑠公」；由其創建、灌溉台北東區的水圳因而名為瑠公圳。

## 生平
郭錫瑠，原籍福建省漳州南靖縣古谿厝，幼年隨父親移民至台灣，居彰化，利用八堡圳開墾油車、鎮平、埔心三庄。
1736年 (清朝乾隆元年) 與族人至台北，定居於大加蚋堡興雅庄。利用陂塘興建圳道灌溉今台北市信義區、松山區一帶的田地，但因陂塘只能仰賴天候積蓄雨水，加上土石淤積，漸感水源不足。1740年 (清朝乾隆五年)，他變賣家產創「金順興」號，集眾在新店溪上游青潭附近開鑿水圳，打算引水十數公里至開墾田地。但因鄰近泰雅族原住民活動範圍，在開發水圳過程中履遭到攻擊，因此花費十多年仍無進展。
1753年 (清朝乾隆十八年)他與大坪林五莊墾首蕭妙興締約，改由蕭妙興、朱舉、曾鎮組成的「金合興」號接手引水工程，終於1762年 (乾隆27年) 鑿通通水。隨即修渠道幹線通過新店地區，並築木梘導水跨景美溪 (後被行人踩踏損壞而改採暗渠)，灌溉今景美、公館、大安、信義、松山、新店
等地。
1765年8月，台北遭颱風侵襲，洪水造成瑠公圳的景美溪暗渠全毀、圳路嚴重受損，郭錫瑠因無力修復而抑鬱成疾，於11月病逝，時年61。安葬於舊里族 (今民生社區)，後因土地開發而遷至六張犁公墓。

## 紀念
- 瑠公圳：後人感念郭錫瑠的事蹟，尊稱「瑠公」；由其創建、灌溉台北市東區的水圳因而名為瑠公圳。

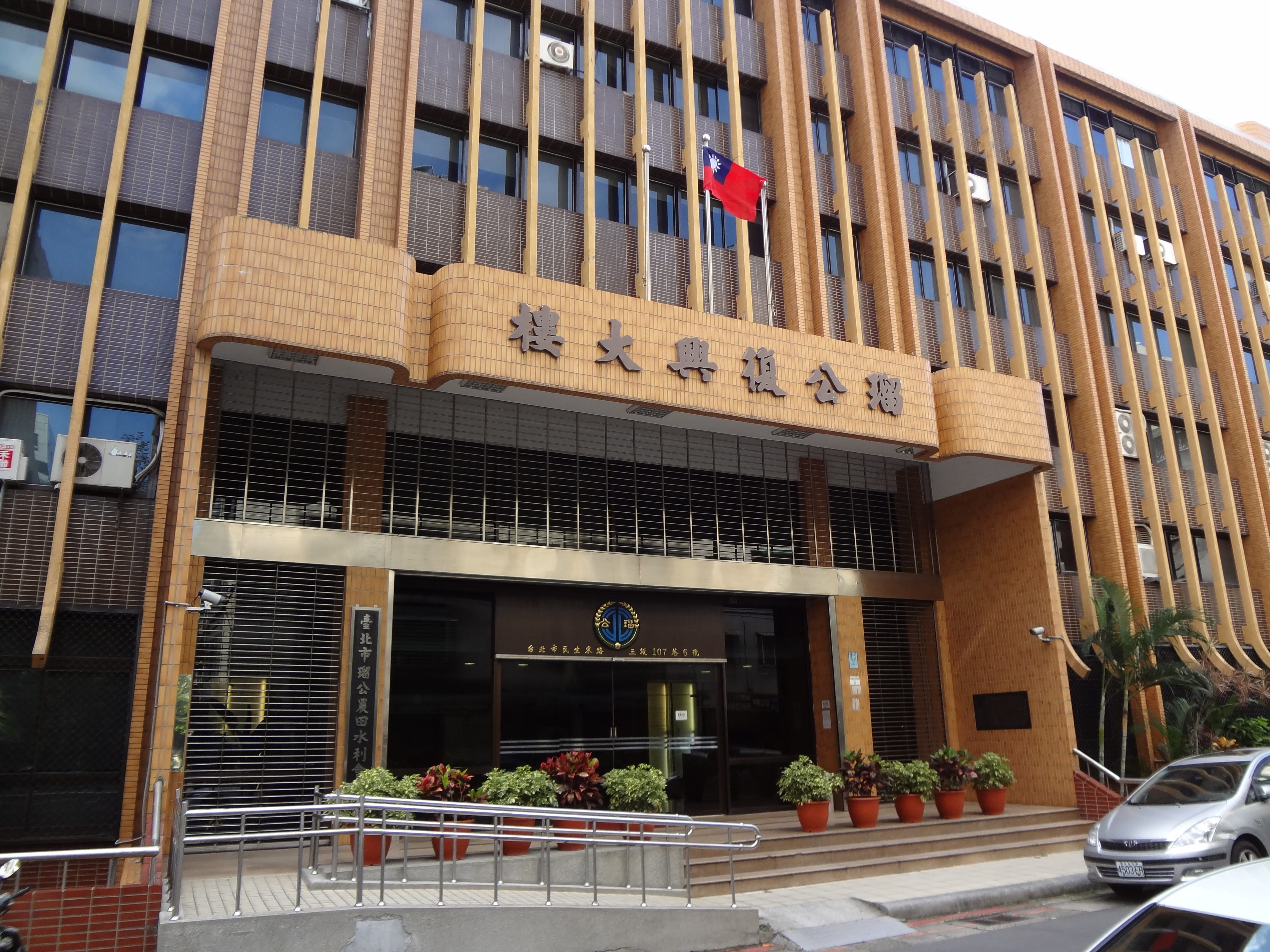
臺北市瑠公農田水利會

瑠公圳在日本時代被認定為與公共利益有關的「公共埤圳」，並成立「瑠公水利組合」負責管理營運，戰後改名為「臺北市瑠公農田水利會」。
- 臺北市立瑠公國民中學(1979)：臺北市信義區中行里福德街221巷15號

臺北市瑠公農田水利會將位於臺北市因土石淤積而不再蓄水使用的水埤「中坡」 (位於現臺北市信義區) 土地捐贈給台北市政府，1978年（民國六十七年）填平，成立學校。為紀念郭錫瑠開墾灌溉渠道、促進台北地區發展的貢獻，該校命名為「臺北市立瑠公國民中學」。
- 瑠公墓園：新北市新店區安坑段下56分。1985年，臺北市瑠公農田水利會將郭錫瑠遷葬至新北市新店區安坑新建的墓園，並勒石刻碑記述其事蹟。
- 瑠公紀念大樓(1982)：新北市新店區張南里北新路一段45巷5號。臺北市瑠公農田水利會將原新店工作站改建、命名「瑠公紀念大樓」，八樓設有紀念祠堂。

## 外部連結
- 財團法人郭錫瑠先生文教基金會 （页面存档备份，存于）
- 台北市瑠公農田水利會 （页面存档备份，存于）
- 臺北市立瑠公國中 （页面存档备份，存于）
- 瑠公圳